# Il a déjà tes yeux
Il a déjà tes yeux (Vrij vertaald: "Hij heeft jouw ogen") is een Franse film uit 2016, geregisseerd door Lucien Jean-Baptiste die zelf de hoofdrol speelt. De film ging op 27 augustus in première op het Festival du film francophone d'Angoulême.

## Verhaal
Paul en Sali zijn getrouwd, ongewenst kinderloos en willen graag een kind. Op een dag krijgen ze eindelijk een bericht dat hun adoptieaanvraag is goedgekeurd. Ze worden de ouders van Benjamin, een zes maand oud jongetje met blauwe ogen en blond haar. De familie van Sali is geschokt want het jongetje is blank terwijl de beide ouders zwart zijn. Carla van het adoptiebureau komt steeds langs en vertrouwt het stel niet. Sali’s moeder laat iemand op Benjamin passen die illegaal in Frankrijk is (dat weet zij zelf niet) en de politie houdt de vrouw aan omdat ze haar papieren niet kan laten zien. Benjamin wordt daardoor van Sali en Paul afgenomen omdat ze geen geschikte ouders zijn. Uiteindelijk krijgen ze Benjamin weer terug omdat het adoptiebureau inziet dat Sali en Paul toch de beste ouders zijn voor Benjamin.

## Rolverdeling
| Acteur               | Personage     |
| -------------------- | ------------- |
| Lucien Jean-Baptiste | Paul Aloka    |
| Aïssa Maïga          | Sali Aloka    |
| Vincent Elbaz        | Manu          |
| Zabou Breitman       | Claire Mallet |